# Усток
Усток (пол. Ustok, нім. Heinrichsfelde) — село в Польщі, у гміні Дравсько-Поморське Дравського повіту Західнопоморського воєводства.
У 1975-1998 роках село належало до Кошалінського воєводства.